# Heidrun Petrides
Heidrun Petrides (* 1944) ist eine deutsche Bilderbuchautorin.

## Leben
Heidrun Petrides ist 1944 geboren, die Familie ist aus Rumänien geflohen und ließ sich zunächst in Oberbayern nieder. Sie wohnte dann in München.

## Werke (Auswahl)
- Der Xaver und der Wastl. Atlantis Verlag, Zürich / Freiburg i. Br. 1962, DNB 453749860.
- mit Jürgen Tamchina: Daniel und die Schulbande. Atlantis Verlag, Zürich / Freiburg i. Br. 1974, ISBN 3-7611-0450-2.
- Jupp und Jule. Bertelsmann, München 1976, ISBN 3-570-02653-1.